# Раде Станкић
Раде Станкић српски је научник и универзитетски професор.
Редовни је професор на Економског факултета у Београду, ангажован на предметима Пословна информатика, Пројектовање информационих система и Управљачки информациони системи на редовним студијама и на мастер студијама на предметима Информатика, Електронско пословање и ЕРП софтвер. Природно-математички факултет у Београду, смер математика, завршио је 1976. године, магистрирао 1980. и докторирао 1990. године.

## Радови и књиге
- A COMPARATIVE ANALYSIS OF SERBIA AND THE EU MEMBER STATES IN THE CONTEXT OF NETWORKED READINESS INDEX VALUES, Economic Annals, Volume LX, No.206 /July – September (2015). стр. 45-86, Faculty of Economics of the University of Belgrade.
- Spreadsheets in Statistics, International Encyclopedia of Statistical Science, Part 19, 1373-1374, Springer, New York, 2011.
- Business Intelligence, International Encyclopedia of Statistical Science, Part 2, 188-189, Springer, New York, 2011.
- Software Support for Natural Disasters Data Analysis and Risk Management, The monograph „Risk Management in The Financial Services Sector“, Faculty of Economics of the University of Belgrade, Publishing Center, 2016.
- The New Information and Communication Technologies in Insurance, The monograph „Achieved Results and Prospects of Insurance Market Development in Modern World“, Faculty of Economics of the University of Belgrade, Publishing Center, 2012.
- Contribution to Intelligent System for Automatic Management of Business Rules Development, Journal TTEM; pp. 163-168, Volume 7/2012, Number 1.
- Пословна информатика. уџбеник, Економски факултет, Београд (11 издања- 1995. године прво, 1997, 1998, 1999, 2001, 2003, 2005, 2007, 2008, 2012 и 2017. године – измењена и допуњена издања).
- Електронско пословање, уџбеник, Економски факултет, Београд, 2007, 2008, 2009, 2014, ФСТ, Бијељина, 2007, Виша економска школа “Прота Матеја Ненадовић”, Ваљево, 2004. СУР, Бијељина, 2001.
- Банкарско пословање и платни промет, уџбеник, коаутор, Економски факултет, Београд, 2004, 2005, 2006, 2007, 2008, 2009, 2010, 2012.
- Пројектовање информационих система, уџбеник, Економски факултет, Београд, 2013.
- Пословни информациони системи, уџбеник, коаутор, Економски факултет, Брчко, 2017.
- Управљачки информациони системи, уџбеник, Факултет спољне трговине, Бијељина, 2009.
- Информатика у туризму, уџбеник, Висока туристичка школа, Београд, 2007, 2008.
- Основи рачунарства, уџбеник, Висока туристичка школа, Београд, 2008.
- Информатика, уџбеник, Економски факултет, Брчко , 2003, 2005.
- Рачунари у рачуноводству, уџбеник, Економски факултет, Београд, (2 издања – 1996. и 1998. године).
- Приступи у процесу мерења и анализе посећености презентација на Интернету, чланак, Економски анали, број 159, Економски факултет Београд, 2003.
- Статистичка анализа посећености веб-сајта, Статистичка ревија, број 1-4, Београд, 2002.
- Информатика за економисте, уџбеник, Виша школа за спољну трговину, Бијељина,1998, 2002.
- Рачунарство и информатика за трећи разред гимназије, уџбеник на српском, румунском, мађарском, словачком и русинском језику, шест издања, Завод за уџбенике и наставна средства, Београд, 1996-2003.
- Пословна информатика са практикумом. уџбеник, Факултет спољне трговине, Бијељина, 2005.
- The problem of spam in electronic business, International Conference, Contemporary Challenges of Theory and Practice in Economics, Quantitative Economics and Finance, Faculty of Economics Belgrade, 2007.
- An Automatic Procedure for Classification of Set Elements Using a Factor Analysis Method, COMPSTAT 88 Computational Statistics, 8th Symposium, Copenhagen, Denmark, 1988.
- The use of statistical methods for classification of set of elements, COMPSTAT 86. Computational Statistics, 7th Symposium, Rome, Italy, 1986.